# Elioro Paredes
Elioro Manuel Paredes Anarizia (* 19. Februar 1921; † unbekannt) war ein paraguayischer Fußballspieler, der mit der Nationalmannschaft seines Heimatlandes an der Weltmeisterschaft 1950 in Brasilien teilnahm.

## Karriere

### Verein
Über die Vereinskarriere von Elioro Paredes ist nur bekannt, dass er im Weltmeisterschaftsjahr 1950 bei Sportivo Luqueño spielte.

### Nationalmannschaft
Paredes wurde in den Kader Paraguays für die Weltmeisterschaft 1950 berufen, kam jedoch in den beiden Spielen gegen Schweden und Italien nicht zum Einsatz.